# Miguel Simão
Miguel Simão est un footballeur portugais né le 26 février 1973. Il était attaquant.

## Biographie
Miguel Simão a disputé 81 matchs en 1re division portugaise, inscrivant 9 buts dans ce championnat.